# 名古屋東洋官窯陶磁美術館
名古屋東洋官窯陶磁美術館（なごやとうようかんようとうじびじゅつかん）は、愛知県名古屋市中村区名駅にある美術館。
株式会社富が運営する企業博物館であり、自社ビルの5階に所在する。

## 概要
2021年3月31日、当美術館を運営する株式会社富の代表取締役で館長を務める、富つよしが10代から30年にわたり個人で蒐集した陶磁のコレクションを展示するために開設された。
館内には中国漢朝の青銅器や清朝の官窯陶磁のほか、モンゴル元朝の青花陶磁など東洋の官窯陶磁を中心に、約150点を年代毎に系統的に展示している。このほか、安土桃山時代から明治時代までの日本の陶磁器や朝鮮の李朝青磁なども展示しており、これらを含めた計300点以上を所蔵している。
美術館の移転に伴い、2024年9月9日から閉館中。

## 主な所蔵品
- 青花折枝花卉紋八棱玉壶春瓶
- 蒲紋相叠紋玉璧
- 織部香合
- 本象牙一本彫〔寿老神〕
- 斗彩葡萄紋杯（成化官窯）
- 汝窯青磁刻花纹小盘（汝窯）
- 釉里紅折枝四季花卉紋石榴尊（洪武官窯）
- 黄釉双龍戏珠紋素三彩大盘（康熙官窯）
- 斑唐津徳利
- 黄釉五彩堆塑鱼藻紋捧盒(萬暦官窯)
- 五彩龍鳳紋大盘（萬歴官窯）
- 紅斑紋鈞窯碗
- 北宗「官」銘双鱼紋定窯盖盒
- 「鈞窯」鼓钉洗
- 「哥窯」双魚耳爐
- 「官窯」弦紋长颈瓶
- 汝窯青磁北宋天青釉缠枝紋大盘[5]

## 交通アクセス
- JR「名古屋駅」より、徒歩約3分[2]
- 名古屋市営地下鉄「名古屋駅」4番出口すぐ[2]